# Цвет шафрана
«Цвет шафрана» (Rang De Basanti, англ. Colour it Saffron или Paint it Yellow) — фильм, романтическая драма. Режиссёр Ракеш Омпракаш Мехра. Производство Индии, 2006 год. Картина получила 17 кинематографических наград и номинирован на Премию BAFTA за лучший неанглоязычный фильм. Кроме того, он был выдвинут на премии Золотой глобус и «Оскар» за лучший фильм на иностранном языке от Индии, но в финальный конкурс не попал. Rang De Basanti — жёлтый оттенок шафрана, означает для индийцев цвет весны и ассоциируется с жертвенностью и свободой. Фраза «Mujhe rang de basanti» (Окрась меня жёлтым) подразумевает готовность человека пожертвовать собой ради великого дела и использовалась как боевой крик борцами за независимость Индии.

## Сюжет
Повествование о событиях, происходящих в современной Индии, периодически прерываются сценами из истории страны 1920-х годов, кадры которых выполнены с имитацией обработки сепией.
Британский режиссёр документального кино, молодая женщина Сью Маккинли (Паттен) обнаруживает дневник своего деда, который служил в Имперской полиции Индии в начале XX века — время движения за независимость этой страны. Из записей она узнаёт об истории пяти активистов борьбы за свободу. Дед Маккинли утверждал, что ранее в своей жизни он встречал только два типа людей: те, кто идёт на смерть молча, и те, кто умирает крича. Но именно в эти дни он познакомился с людьми третьего рода — теми, кто готов умереть с улыбкой на губах. Сью Маккинли намерена снять фильм по этим воспоминаниям и отправляется в Индию. Там её помощницей становится студентка Делийского университета Сония. Не имея возможности подобрать профессиональных актёров, Сью останавливает свой выбор на компании сокурсников Сонии, четверых друзей. Лидер группы Далджит (А. Хан), угрюмый парень из богатой семьи Каран (Сиддхартх), поэт Аслам (К. Капур) и «прихлебатель» Сухи (Джоши) — типичные представители «поколения MTV, не имеющие иных интересов, кроме пива, шатенок и американской визы». Молодые люди не испытывают энтузиазма от работы в историческом кино, но постепенно идеализм революционных идей исполняемых ими героев овладевает их разумом и душами. Они понимают, что не только их собственная жизнь похожа на жизнь их сверстников почти столетней давности, но и ситуация в стране, ненавистная бунтующим предкам, также схожа и неприемлема для них сегодняшних.
У Сонии есть жених — лейтенант военно-воздушных сил Индии Аджай Сингх Ратод (Мадхаван). Офицер гибнет во время одного из полётов в результате технической неисправности его МиГ-21. Правительственная комиссия заявляет, что авария была вызвана ошибкой пилота и закрывает расследование. Сония и её друзья знают об уровне квалификации Ратода и не верят официальным объяснениям. Им удаётся узнать, что крушение произошло по вине коррумпированного министра обороны Шастри (Агаше), подписавшего с целью личной наживы контракт на поставку авиационных запасных частей сомнительного качества. Выясняется также, что ключевой фигурой в организации сделки был отец Карана — Раджнат Сингхания (Кхер). Возмущенные сложившейся ситуацией друзья и присоединившиеся к ним сторонники, включая индуистского националиста Панди (Кулкарни), организуют мирную демонстрацию у военного мемориала в Нью-Дели. Полиция разгоняет протестующих при помощи дубинок. Мать погибшего лётчика получает серьёзную травму и впадает в кому. Друзья решают, что они подобно борцам за независимость Индии должны прибегнуть к насилию ради победы справедливости. Они убивают министра обороны, в то время как Каран убивает своего отца. Средства массовой информации сообщают, что покушение на министра организовали террористы, и провозглашают его героем, принявшим мученическую смерть.
Пытаясь донести соотечественникам свои намерения, объяснявшие мотивы убийства, пятеро товарищей захватывают студию Всеиндийского радио. Каран выходит в эфир и раскрывает правду о преступной деятельности министра. Однако полиция заявляет, что захват радио произведён опасными террористами, которые должны быть уничтожены на месте. Первым стреляют в Далджита, пытавшегося вступить в переговоры. Следом один за другим погибают его друзья. Конфликтовавшие ранее между собой Аслам и Панди, мусульманин и индус, умирают, держась за руки. Они улыбаются представшим перед ними образами революционеров прошлого.
Умирающему Далджиту удаётся добраться в студию, где Каран в прямом эфире продолжает свою обличительную речь. Молодые люди успевают переброситься несколькими словами о произошедшем, о погибших друзьях, о любви Далджита к Сью. Ворвавшиеся полицейские убивают парней. Те погибают с улыбкой.
Картина заканчивается рассказом Сью о влиянии четверых друзей на её жизнь. Она видит их, бегущими по полям и бросающими в воздух свои рубашки.

## В ролях
(в скобках приведены имена индийских революционеров начала XX века — реальных исторических личностей, образы которых воплощают герои картины)
- Аамир Хан — Далджит «ДиДжей» Сингх (Чандрашекхар Азад)
- Сиддхартх — Каран (Бхагат Сингх)
- Атул Кулкарни — Лаксман Панди (Рампрасад Бисмил)
- Кунал Капур — Аслам Хан (Ашфакула Хан)
- Шарман Джоши — Сухи Рам (Раджгуру)
- Мадхаван — лейтенант Аджай Сингх Ратод
- Элис Паттен — Сью Маккинли
- Стивен Макинтош — Джеймс Маккинли, дед Сью
- Соха Али Хан — Сония
- Мохан Агаше — министр обороны Шастри
- Анупам Кхер — Раджнат Сингхания, отец Карана
- Вахида Рехман — мать лейтенант Ратода
- Кирон Кхер — мать Далджита
- Ом Пури — отец Аслама

## История создания
Ракешу Мехра потребовалась семь лет для изучения и создания истории, включая три на написание сценария. В то время как некоторые высказывали сомнения относительно его нравственного состояния после неудачи в кассе его последнего фильма «Отражение», он возразил, сказав, что это совсем не повлияло на него. Он также добавил, что улучшилась не только его техника повествования, но и прошлые ошибки помогли ему развить свои способности к кино.
«Цвет шафрана» претерпел значительный регресс, когда один из первоначальных производителей в конечном итоге не смог внести какие-либо средства на это; недостача поставила проект под сомнение за два месяца до начала основных съёмок. Однако после того как Аамир Хан дал согласие на роль, Мехра обратился к Ронни Скревала из UTV Motion Pictures.
Аамир Хан согласился играть в этом фильме сразу же, после того как прочитал сценарий. Ради съёмок он скинул 10 килограмм. Другие роли достались Атулу Кулкарни и Куналу Капуру. Кунал был ассистентом режиссёра на съёмках «Отражения» и ознакомился со сценарием ещё во время его разработки.
Этот фильм стал дебютом в Болливуде для южно-индийского актёра Сиддхарта, последовавшим за успехом фильма «Непохищенная невеста 2». Актёр Мадхаван, несмотря на свою популярность в Колливуде, сыграл небольшую роль.
Фильм снимали Нью-Дели, Агре, Раджастхане и Пенджабе.

## Художественные особенности и критика
British Broadcasting Corporation в своём комментарии о фильме утверждает, что Болливуд осуществил наконец проект, который ломает давно сложившиеся рамки и предлагает что-то более сложное, чем стандартную музыкальную мелодраму. Сочетание романтики, исторических экскурсов и проблем современного социума задаёт индийскому кино новое направление. В обзоре американского критика о фильмах на хинди отдельно подчёркивается, что каждый исполнитель в нём великолепен: Кулкарни воплощает сложный характер (индуса-националиста Панди) с большим чувством сопереживания, Паттен (Сью) и Соха Али Хан (Сония) решительны и динамичны, Капур наполняет образ Аслама стоицизмом, Джоши (Сухи) великолепно играет подхалима. Для Хана это одна из лучших ролей. В ней основным моментом является сцена признания Далджита в том, что он окончил университет пять лет назад, но страх перед будущим держит его в круге друзей из университетского городка. При этом обозреватель считает, что этот эпизод несёт и вторую функцию: зрителю необходимо объяснить, почему Далджит выглядит намного старше, чем другие («студенту» Хану на момент премьеры исполнился 41 год). Индийские критики оценивают картину в целом позитивно, как и многие другие подчёркивая новизну творческого подхода режиссёра, качество операторской работы, сильный актёрский состав.
В прессе присутствуют и негативные отзывы. Обозреватели San Francisco Chronicle считают, что бесхитростная, на грани глупости, подача материала делает картину фальшивой. Персонажи и ситуации режиссёром продуманы не полностью и развиты слабо. Кроме того, американские критики задаются вопросом: оправданы ли политические убийства и действия на грани терроризма в качестве протеста против покупки одного неисправного самолёта (в ответ на подобные замечания один из индийских критиков утверждает, что он видит открытое осуждение режиссёром своих героев, который задаётся вопросом: «Кто вы такие, чтобы вершить суд?»). Ресурс World Socialist Web Site рассматривает ленту прежде всего с точки зрения идеологии социального общества. Автор статьи делает временное допущение, что фильм выражает некоторые здоровые социальные и политические идеи, ставит себя в оппозицию провозглашённому в начале 2000-х периоду экономического оптимизма, формирующего по сути общество потребления и корыстолюбия. Но хотя фильм и сумел коснуться болезненной точки общества, это связано с накопившимися социальными противоречиями в стране, а не с кинематографическими качествами ленты. Она отражает часть очевидных социальных противоречий, но делает это механическим бездумным образом. В качестве художественного произведения этот фильм — просто катастрофа, считает WSWS. Развитие персонажей происходит крайне неестественно. Группа студентов искусственно сформирована из представителей разных этнических и религиозных групп населения Индии. «Хороший» светский мусульманин и «злой» боевик правой националистической партии объединились и вместе сражаются за лучшее будущее. Чопорная британка влюбляется в наивного туземца, из которого она создаёт героя. Такие вещи, по мнению WSWS, не просто неубедительны, они банальны.

## Саундтрек
Все тексты написаны Прасуном Джоши, вся музыка написана А. Р. Рахманом.
| №   | Название                   | Исполнители                         | Длительность |
| --- | -------------------------- | ----------------------------------- | ------------ |
| 1.  | «Ik Onkar»                 | Харшдип Каур                        | 1:28         |
| 2.  | «Rang De Basanti»          | Далер Мехенди, К. С. Читра          | 6:03         |
| 3.  | «Paathshaala»              | Нареш Айер, Мохаммед Аслам          | 3:40         |
| 4.  | «Tu Bin Bataayein»         | Нареш Айер, Мадхушри                | 5:57         |
| 5.  | «Khalbali»                 | А. Р. Рахман, Мохаммед Аслам, Насим | 6:19         |
| 6.  | «Khoon Chala»              | Мохит Чаухан                        | 3:09         |
| 7.  | «Paathshaala» (Be A Rebel) | Нареш Айер, Мохаммед Аслам, Blaaze  | 3:09         |
| 8.  | «Luka Chuppi»              | А. Р. Рахман, Лата Мангешкар        | 6:36         |
| 9.  | «Lalkaar»                  | Аамир Хан                           | 2:56         |
| 10. | «Rubaroo»                  | А. Р. Рахман, Нареш Айер            | 4:43         |

## Награды
- номинация на Премию BAFTA за лучший неанглоязычный фильм[16].
- Национальная кинопремия Индии — Лучший развлекательный фильм, Лучший мужской закадровый вокал, Лучшая работа монтажёра, Лучшая запись звука[17].
- Filmfare Awards — Лучший фильм, Лучшая режиссура, Лучшая мужская роль по мнению критиков, Лучший композитор, Лучший монтаж, Лучшая работа оператора.
- Премия международной академии кино Индии — Лучший фильм, Лучшая женская роль второго плана, Лучший сценарий, Лучший композитор, Лучший оператор, Лучший монтаж, Лучшая запись музыки, Лучший художник-постановщик, Лучший звукорежиссёр[18].